# Chalceus macrolepidotus
Chalceus macrolepidotus és una espècie de peix de la família dels caràcids i de l'ordre dels caraciformes.

## Morfologia
- Els mascles poden assolir 24,5 cm de llargària total.[5]

## Alimentació
Menja cucs, larves d'insectes i peixets.

## Hàbitat
Viu en zones de clima tropical entre 23 °C - 28 °C de temperatura.

## Distribució geogràfica
Es troba a Sud-amèrica, a les conques dels rius  Negro i Orinoco, i rius costaners de la Guaiana, Surinam i la Guaiana Francesa.